# Campionati del mondo di ciclismo su pista 2021 - Velocità a squadre femminile
La gara di velocità a squadre femminile ai Campionati del mondo di ciclismo su pista 2021 si è svolta il 20 ottobre 2021.

## Podio
| Pos.    | Atleta                | Nazionalità                                                       |
| ------- | --------------------- | ----------------------------------------------------------------- |
| Oro     | Germania              | Lea Friedrich Pauline Grabosch Emma Hinze                         |
| Argento | Fed. Ciclistica Russa | Natal'ja Antonova Dar'ja Šmelëva Jana Tyščenko Anastasija Vojnova |
| Bronzo  | Gran Bretagna         | Lauren Bate Sophie Capewell Blaine Ridge-Davis Millicent Tanner   |

## Risultati

### Qualificazioni
| Posizione | Nazione               | Atleti                                             | Tempo  | Gap    | Note  |
| --------- | --------------------- | -------------------------------------------------- | ------ | ------ | ----- |
| 1         | Germania              | Lea Friedrich Pauline Grabosch Emma Hinze          | 46.511 |        | Q, WR |
| 2         | Fed. Ciclistica Russa | Natal'ja Antonova Jana Tyščenko Anastasija Vojnova | 47.031 | +0.520 | Q     |
| 3         | Canada                | Lauriane Genest Kelsey Mitchell Sarah Orban        | 48.362 | +1.851 | Q     |
| 4         | Gran Bretagna         | Lauren Bate Blaine Ridge-Davis Millicent Tanner    | 48.388 | +1.877 | Q     |
| 5         | Polonia               | Marlena Karwacka Urszula Łoś Nikola Sibiak         | 48.778 | +2.267 | Q     |
| 6         | Giappone              | Riyu Ohta Mina Sato Fuko Umekawa                   | 49.178 | +2.667 | Q     |
| 7         | Ucraina               | Lyubov Basova Alla Biletska Oleksandra Lohviniuk   | 50.230 | +3.719 | Q     |
| 8         | Nigeria               | Tawakalt Yekeen Mary Samuel Ese Ukpeseraye         | 55.653 | +9.142 | Q     |

### Primo turno
I migliori 2 tempi si qualificano alla finale per l'oro.
| Batteria | Posizione | Nazione               | Atleti                                              | Tempo  | Gap    | Note  |
| -------- | --------- | --------------------- | --------------------------------------------------- | ------ | ------ | ----- |
| 1        |           | Nigeria               | Mary Samuel Ese Ukpeseraye Tawakalt Yekeen          | 55.734 |        |       |
| 2        | 1         | Gran Bretagna         | Lauren Bate Blaine Ridge-Davis Millicent Tanner     | 48.066 |        | q     |
| 2        | 2         | Polonia               | Marlena Karwacka Urszula Łoś Nikola Sibiak          | 48.156 | +0.090 |       |
| 3        | 1         | Giappone              | Riyu Ohta Mina Sato Fuko Umekawa                    | 48.622 |        | q     |
| 3        | 2         | Canada                | Lauriane Genest Kelsey Mitchell Sarah Orban         | REL    | REL    | REL   |
| 4        | 1         | Fed. Ciclistica Russa | Natal'ja Antonova Dar'ja Šmelëva Anastasija Vojnova | 47.043 |        | Q     |
| 4        | 2         | Ucraina               | Lyubov Basova Alla Biletska Oleksandra Lohviniuk    | 50.043 | +3.000 |       |
| 5        |           | Germania              | Lea Friedrich Pauline Grabosch Emma Hinze           | 46.358 |        | Q, WR |

### Finali
| Posizione            | Nazione               | Atleti                                              | Tempo  | Gap    | Note |
| -------------------- | --------------------- | --------------------------------------------------- | ------ | ------ | ---- |
| Finale per l'oro     |                       |                                                     |        |        |      |
| 1                    | Germania              | Lea Friedrich Pauline Grabosch Emma Hinze           | 46.064 |        | WR   |
| 2                    | Fed. Ciclistica Russa | Natal'ja Antonova Dar'ja Šmelëva Jana Tyščenko      | 46.718 | +0.654 |      |
| Finale per il bronzo |                       |                                                     |        |        |      |
| 3                    | Gran Bretagna         | Sophie Capewell Blaine Ridge-Davis Millicent Tanner | 48.059 |        |      |
| 4                    | Giappone              | Riyu Ohta Mina Sato Fuko Umekawa                    | 48.612 | +0.553 |      |